# Walkertshofen
Walkertshofen – miejscowość i gmina w Niemczech, w kraju związkowym Bawaria, w rejencji Szwabia, w regionie Augsburg, w powiecie Augsburg, wchodzi w skład wspólnoty administracyjnej Stauden. Leży w Parku Natury Augsburg – Westliche Wälder, około 27 km na południowy zachód od Augsburga, nad rzeką Neufnach, przy linii kolejowej Bad Wörishofen - Augsburg.

## Polityka
Wójtem gminy jest Sven Janzen, poprzednio urząd ten obejmował Franz Schorer, rada gminy składa się z 12 osób.
|      | CSU/FB/FW | ohne Wahlvorschlag | Razem |
| 2008 | 3         | 9                  | 12    |
| 2002 | 12        | -                  | 12    |